# Разин, Сергей Степанович
Сергей Степанович Разин (1906—1992) — советский военный. Участник вооружённого конфликта на Китайско-Восточной железной дороге и Великой Отечественной войны. Герой Советского Союза (1943). Лейтенант.

## Биография
Сергей Степанович Разин родился 6 июня 1906 года в деревне Рогачёво Александровского уезда Владимирской губернии Российской империи (ныне деревня Сергиево-Посадского района Московской области Российской Федерации) в крестьянской семье. Русский. Окончил начальную школу. В 1918 году Разины переехали в Сибирь. Осели в деревне Елбань, где до 1920 года Сергей Степанович работал в личном крестьянском хозяйстве отца. Когда ему исполнилось четырнадцать лет, он стал батрачить в хозяйствах зажиточных крестьян. Перед призывом на военную службу С. С. Разин проживал в селе Прокудское Коченёвского района Новосибирского округа Сибирского края.
В ряды Рабоче-крестьянской Красной Армии С. С. Разин был призван в 1927 году. Служил в артиллерийской части в Никольске-Уссурийском. В 1929 году в составе Особой Дальневосточной армии Сергей Степанович принимал участие в вооружённом конфликте на Китайско-Восточной железной дороге. После демобилизации он обосновался в селе Коченёво, где до войны работал директором магазина.
Вновь в Красную Армию С. С. Разин был призван Коченёвским районным военкоматом Новосибирской области в сентябре 1941 года. Окончил школу младших командиров, после чего был направлен в Ленинск-Кузнецкий, где началось формирование 844-го артиллерийского полка 303-й стрелковой дивизии. В боях с немецко-фашистскими захватчиками Сергей Степанович с 19 июля 1942 года на Воронежском фронте в должности командира артиллерийского орудия 5-й батареи полка. Боевое крещение принял в бою на северной окраине города Воронежа. Отвоёванные у немцев летом 1942 года рубежи 303-я стрелковая дивизия 60-й армии героически обороняла до середины января 1943 года. Зимой 1943 года в составе 60-й, 40-й и 38-й армий дивизия принимала участие в Воронежско-Касторненской и Харьковской операциях, освобождала город Обоянь. Сержант С. С. Разин особо отличился в Третьей битве за Харьков.
В результате стремительного наступления на харьковском направлении 15 февраля 1943 года войска Воронежского фронта с трёх сторон вышли на окраины Харькова. Столкнувшиеся с угрозой окружения немецкие части, несмотря на приказ Гитлера удерживать город любой ценой, начали отступление, и 16 февраля Харьков был полностью освобождён. Однако немецко-фашистские войска не были разгромлены. Собрав в кулак крупные танковые силы, немецкое командование в начале марта перешло в наступление, твёрдо намереваясь вернуть утраченные позиции. Не сумев сломить упорное сопротивление советских войск под Мерефой, немцы решили прорваться к Харькову по Полтавскому шоссе. Удар был нанесён силами дивизии СС «Рейх» в стык 69-й и 3-й танковой армий, где образовался пятнадцатикилометровый разрыв. Чтобы закрыть брешь в обороне, командование фронта передало в состав армии П. С. Рыбалко из резерва 303-ю стрелковую дивизию. 4 марта 1943 года дивизия выступила из Обояни и, совершив стошестидесятикилометровый марш, утром 8 марта вошла в Харьков. Колонны немецких войск в это время уже приближались к Люботину со стороны села Валки. Крайне измотанным длительным переходом бойцам дивизии в условиях дефицита времени необходимо было возвести две оборонительные линии на рубеже Коротыч — Буды и Песочин — посёлок Южный. Чтобы задержать продвижение немцев, им навстречу был выдвинут 849-го стрелковый полк, усиленный 4-й и 5-й батареями 844-го артиллерийского полка. Восемь орудий двух батарей заняли открытые позиции в боевых порядках стрелковых батальонов на окраине Люботина. 1-м орудием 5-й батареи командовал сержант С. С. Разин.
В четыре часа вечера передовые части немцев атаковали оборонительные порядки 849-го стрелкового полка. Противник бросил в бой 25—30 танков и до батальона мотопехоты на бронетранспортёрах. Более трёх часов продолжалась ожесточённая схватка, в ходе которой расчёт Разина подбил три вражеских танка и уничтожил пулемётную точку. Проявив исключительную стойкость и мужество, передовой отряд дивизии сумел удержать занимаемые позиции до вечера и только по приказу командира дивизии под покровом ночи скрытно отошёл на новый рубеж. В последующие два дня подразделения дивизии «Рейх» безуспешно штурмовали позиции 303-й стрелковой дивизии, атакуя большими группами танков по 40-70 машин при поддержке мотопехоты. Не помогла эсесовцам даже внезапная ночная атака. В боях вновь отличился расчёт 76-миллиметрового орудия сержанта Разина. Сергей Степанович со своими бойцами на подступах к селу Коротыч уничтожил 8 немецких танков, 21 автомашину с пехотой и грузами, 5 артиллерийских орудий и до 70 солдат и офицеров врага.
Понеся большие потери, немцы временно приостановили атаки и начали перегруппировку сил. Тем временем немецкой дивизии «Адольф Гитлер» удалось прорваться к северной окраине Харькова, что значительно ухудшило общее положение оборонявших город советских войск. Для ликвидации прорыва немцев командование Воронежского фронта сняло с позиций сражавшуюся по соседству с 303-й стрелковой дивизией на Богодуховском шоссе 86-ю отдельную танковую бригаду. В связи с этим 303-я стрелковая дивизия была вынужденно отведена на заранее подготовленную линию обороны на рубеже Песочин — Южный, где продолжала сдерживать натиск врага до 13 марта, упорным сопротивлением вынудив противника прекратить дальнейшее наступление по Полтавскому шоссе. В ходе боёв у села Песочин орудие сержанта С. С. Разина уничтожило 9 автомашин и бронетранспортёров с немецкими автоматчиками. Однако скоро советскому командованию стало ясно, что Харьков удержать не удастся. В ночь на 13 марта 303-я стрелковая дивизия получила приказ отходить на рубеж реки Северский Донец. Немцы организовали преследование, и 15 марта взяв дивизию в клещи в лесном массиве у села Васищево, попытались отсечь и окружить действовавший в арьергарде дивизии 849-й стрелковый полк. Обеспечивая выход своей пехоты из опасного положения, в боях 15-16 марта сержант С. С. Разин огнём своего орудия уничтожил 3 вражеских танка, 2 полевых орудия, 2 пулемёта с расчётами, а также подавил огонь двух 37-миллиметровых зенитных орудий. За образцовое выполнение боевых заданий командования на фронте борьбы с немецкими захватчиками и проявленные при этом отвагу и геройство указом Президиума Верховного Совета СССР от 7 августа 1943 года сержанту Разину Сергею Степановичу было присвоено звание Героя Советского Союза.
В дальнейшем Сергей Степанович окончил курсы младших лейтенантов. Воевал в должности командира огневого взвода своего полка на Юго-Западном фронте, где был тяжело ранен и контужен. После продолжительного лечения в госпиталях в 1944 году лейтенант С. С. Разин по состоянию здоровья был уволен в запас. Сергей Степанович вернулся в Коченёвский район, затем переехал в Новосибирск. До последних дней активно участвовал в общественной жизни города. 18 мая 1992 года Сергей Степанович скончался. Похоронен в Новосибирске на Заельцовском кладбище.

## Награды
- Медаль «Золотая Звезда» (07.08.1943);
- орден Ленина (07.08.1943);
- орден Отечественной войны 1-й степени (11.03.1985, вручён 23.12.1985);
- медали.

## Память
- Имя Героя Советского Союза С. С. Разина увековечено на Аллее Героев у монумента Славы в Новосибирске.
- Имя Героя Советского Союза С. С. Разина увековечено на мемориале, посвящённом воинам 303-й стрелковой дивизии, в селе Старый Салтов Харьковской области Украины.
- В декабре 2020 года имя героя присвоено проезду в городе Краснозаводске Сергиево-Посадского района.[4]

## Документы
- Общедоступный электронный банк документов «Подвиг Народа в Великой Отечественной войне 1941—1945 гг.» Дата обращения: 4 октября 2013. Архивировано из оригинала 11 мая 2017 года.

Представление к званию Героя Советского Союза и указ ПВС СССР о присвоении звания.
Орден Отечественной войны 1-й степени (информация из карточки награждённого к 40-летию Победы.